# Tabera de Abajo
Tabera de Abajo – gmina w Hiszpanii, w prowincji Salamanka, w Kastylii i León, o powierzchni 63,78 km². W 2011 roku gmina liczyła 99 mieszkańców.